# Biblioteca Județeană „V.A. Urechia” din Galați
Vasile Alexandrescu Urechia înaintează Ministerului Cultelor și Instrucțiunii Publice scrisoarea prin care își exprimă dorința de a dona 3000-3500 de volume pentru înființarea Bibliotecii Publice „Urechia”, în clădirea Liceului „Vasile Alecsandri" din Galați.

## Istoric

#### Biblioteca Județeană Covurlui
La data de 25 iunie 1871, ziarul Informațiunile din Galați (Gardistul Civic) publică anunțul din 24 iunie cu privire la donația de cărți a lui Costin Brăescu, membru al Comitetului Permanent” al Consiliului Județean Covurlui, pentru înființarea „unei biblioteci județene sub nume de Biblioteca TRAIANA", proprietatea Județului Covurlui”.
La data de 15 octombrie, în sesiunea anuală a Consiliului Județean Covurlui, președintele Comitetului Permanent, Nicolae Catargi, supune deliberării „proiectul de organizare acestui început de Bibliotecă Județeană". Cu această dată își începe existența instituția bibliotecii publice de stat în Județul Galați, definită în rapoarte „arsenal intelectual al societății, auxiliar indispensabil culturii intelectuale, necesară unei bune administrații comunale și județene”. Consiliul Județean votează la 10 noiembrie primul buget al Bibliotecii Județene Covurlui pentru exercițiul financiar 1871-1872, în sumă de 1400 lei din care 1000 lei pentru cărți și 400 de lei pentru mobilier. În anul 1874, bugetul anual a bibliotecii însuma 1000 lei.

#### Biblioteca "Urechia"
În octombrie 1889, academicianul și profesorul universitar Vasile Alexandrescu Urechia a înaintat Ministerului Cultelor și Instrucțiunii Publice o scrisoare prin care și-a exprimat dorința de a dona 3000-3500 de volume pentru înființarea Bibliotecii Publice „Urechia”, în clădirea Liceului „Vasile Alecsandri" din Galați. Ministrul C. Boerescu acceptă donația și dispune întocmirea formelor pentru legalizare. V.A. Urechia întocmește următorul Act de dar pentru legalizare:
„Eu, V.A. Urechiă, profesor la Universitatea din București, dăruiesc liceului din Galați biblioteca mea, compusă din 3000 până la 3500 volume, cu condițiunile următoare:
1. Darul se va accepta în numele acestui liceu de către D-nul Ministru Cultelor și Instrucțiunii Publice.
2. După autentificarea acestui act, se va recunoaște prin decret regal această bibliotecă ca fiind publică și se va da numele de „Biblioteca Urechiă".
3. Niciodată și sub nici un cuvânt colecțiunea dăruită de mine, nu se va putea strămuta din Galați, nici se va putea dărui altei școli.
4. Pe cât timp voiu trăi îmi rezerv dreptul de a lua în fiecare an câte 100 până la 150 de volume din colecția ce dăruesc, neputând lua altele decât restituind pe cele deja primite.Voi subscrie un inventar al cărților ridicate de mine, care se va desființa la înapoierea volumelor.
5. Îmi rezerv dreptul cât voi trăi să denunț guvernului orice încercare de natură a împuțina sau a nu face să prospere biblioteca. Dealtminteri această bibliotecă va fi supusă legilor și regulamentelor speciale pentru bibliotecile statului.

S-au făcut două asemenea pentru a se da câte unul fiecărei părți, după ce se va autentifica actul de față.”

#### Regele Carol I, însoțit de Dimitrie Sturdza vizitează Biblioteca „V.A. Urechia”
Regele Carol I, însoțit de Dimitrie Sturdza vizitează Biblioteca „V.A. Urechia”, fiind primiți de Vasile Alexandrescu Urechia. Regele donează 24 de medalii și 52 de cărți tipărite între anii 1870-1892 iar Sturdza 90 de monede, trimise la Galați în 1894.

#### Ultima donație a lui Vasile Alexandrescu Urechia
Este înregistrată ultima donație a lui V.A. Urechia, compusă din 894 de titluri cărți între care 28 de cărți românești vechi și 2114 gravuri și stampe, total 2952 unități de evidență. Donațile succesive ale lui V.A. Urechia până în anul 1900 însumează 18704 unități de evidență patrimonială, respectiv 10350 titluri în 12521 volume cărți, 1595 broșuri, 22 foi volante, 136 manuscrise, 30 hărți și 4400 stampe, gravuri și litiografii.”

### Filiala nr. 1 „Costache Negri”
https://www.bvau.ro/contactmap.php?sediu=f1